# Lonchophylla concava
Lonchophylla concava — вид родини листконосові (Phyllostomidae), ссавець ряду лиликоподібні (Vespertilioniformes, seu Chiroptera).

## Середовище проживання
Країни проживання: Колумбія, Коста-Рика, Еквадор, Панама. Висота проживання: від 0-1000 м. Пов'язаний з лісами, і був захоплений як в порушених так і в первісних лісах і вздовж доріг.